# Ендрю Рюб
Ендрю Рюб (англ. Andrew Rueb; нар. 18 листопада 1972) — колишній американський тенісист.
Найвищу одиночну позицію світового рейтингу — 378 місце досяг 21 вересня 1998, парну — 214 місце — 23 червня 1997 року.

## Титули ITF Ф'ючерс

### Одиночний розряд: (1)
| Ранг | Дата     | Турнір           | Покриття | Суперник       | Рахунок  |
| ---- | -------- | ---------------- | -------- | -------------- | -------- |
| 1.   | Січ 1998 | Індія F3, Індаур | Тверде   | Тодд Мерінґофф | 6–3, 6–4 |

### Парний розряд: (9)
| Ранг | Дата     | Турнір                        | Покриття | Партнер         | Суперники                       | Рахунок  |
| ---- | -------- | ----------------------------- | -------- | --------------- | ------------------------------- | -------- |
| 1.   | Січ 1998 | Індія F3, Індаур              | Тверде   | Алі Хамаде      | Джонатан Ерліх Ноам Окун        | 7–6, 6–4 |
| 2.   | Бер 1998 | Японія F1, Ishiwa             | Ґрунт    | Тодд Мерінґофф  | Джеймс Грінхелг Ендрю Пейнтер   | 6–4, 6–2 |
| 3.   | Бер 1998 | Японія F2, Сірако (Тіба)      | Килим    | Тодд Мерінґофф  | Ісії Яокі Хіроясу Сато          | 6–0, 6–3 |
| 4.   | Вер 1998 | Франція F6, Мюлуз             | Тверде   | Воґан Снаймен   | Кайл Спенсер Луїс Восло         | 6–4, 6–1 |
| 5.   | Вер 1998 | Франція F7, Плезір            | Тверде   | Воґан Снаймен   | Жан-Рене Лінар Мікаель Льодра   | 6–4, 6–2 |
| 6.   | Жов 1998 | Велика Британія F10, Единбург | Тверде   | Ешлі Науманн    | Джеймс Девідсон Девід Шервуд    | 6–3, 6–2 |
| 7.   | Січ 1999 | Індія F2, Ахмадабад           | Тверде   | Тодд Мерінґофф  | Саймон Ларос Жоселін Робішо     | 7–6, 6–3 |
| 8.   | Бер 1999 | Філіппіни F1, Маніла          | Тверде   | Маркус Гільперт | Іраклій Лабадзе Дмитро Турсунов | 6–4, 7–6 |
| 9.   | Бер 1999 | Філіппіни F2, Маніла          | Тверде   | Маркус Гільперт | Тимур Ганієв Джессі Валтер      | 7–5, 6–4 |